# Красноє (станція)
Красноє — залізнична станція Смоленського регіону Московської залізниці, розташована в Краснінському районі Смоленської області за 68 км на захід від Смоленська .

## Опис

### Загальна інформація
Остання станція Московської залізниці, Смоленської області та Російської Федерації під час прямування у бік Білорусії .

### Розташування
Станція розташовується приблизно за 3 кілометри від російсько-білоруського кордону, у північній частині станції Красне .

### Інфраструктура
Складається з двох низьких пасажирських платформ (бічної та острівної), сполучених пішохідним настилом.
Навісами та турнікетами не обладнана.
На станції є вокзальна будівля .

## Пасажирський рух
Станція обслуговує пасажирські приміські поїзди, що прямують за маршрутом Красноє — Смоленськ (і назад).
Раніше станція обслуговувала приміські поїзди Білоруських залізниць маршрутом Орша — Красноє — Орша, скасовані в березні 2020 року через закриття кордонів через пандемію COVID-19. 
Потяги далекого прямування проходять станцію без зупинки.